# Ricky Ullman
Pour les articles homonymes, voir Ullman.
 (juin 2018).
Si vous disposez d'ouvrages ou d'articles de référence ou si vous connaissez des sites web de qualité traitant du thème abordé ici, merci de compléter l'article en donnant les références utiles à sa vérifiabilité et en les liant à la section « Notes et références ».
Raviv Ullman, plus connu sous le nom de Ricky Ullman, né le 24 janvier 1986 à Eilat en Israël, est un acteur américain. Il est peut-être plus connu dans le rôle de Phil dans Phil du futur.

## Biographie
Ricky Ullman est né à Eilat en Israël de parents juifs Brian Ullman, son père et  Laura Ehrenkrantz, sa mère ; son grand-père maternel, Joseph Ehrenkrantz, est rabbin dans le Connecticut et sa famille est liée au sénateur Joseph Lieberman du Connecticut.  Il est également cousin avec le rabbin David Ehrenkranz du Massachusetts.
Après son premier anniversaire, sa famille s'est déplacée à Fairfield, dans le Connecticut. Ricky Ullman s'est pris d'intérêt pour le jeu après avoir vu une production musicale dans un camp de vacances. Il s'est occupé du camp l'été suivant et c'est ce qui lui a permis de découvrir ses talents en jouant, chantant, et dansant. 
Il parle couramment hébreu et a appris seul la batterie.
Il est un défenseur actif des droits des gays et lesbiennes et il soutient les mariages entre conjoints de même sexe.

## Carrière
Ricky Ullman est plus connu pour le rôle de Phil, un adolescent de l'année 2121 dans la série Phil du futur qui a débuté en juin 2004 sur Disney Channel. Il a également joué le rôle de Roscoe dans le film Star idéale sur Disney Channel et de Sam dans le téléfilm de ABC Family Un cœur pour David.
Ricky est un membre du Disney Channel Circle of Stars, et est apparu avec d'autre membre dans le clip vidéo "A Dream is a Wish your Heart Makes" où il a chanté et joué de la batterie.
Il est actuellement batteur dans le groupe de rock minimaliste Reputante

## Filmographie

### Cinéma
- 1998 : Crossfire
- 2001 : The Boys of Sunset Ridge
- 2005 : The Big Bad Swim
- 2006 : Driftwood
- 2010 : How to Make Love to a Woman

### Télévision
- 2000 : Growing Up Brady (en)
- 2003 : New York, section criminelle : le premier garçon (saison 1, épisode 12)
- 2004 : New York, unité spéciale : Danny Spencer (saison 6, épisode 3)
- 2004 : Star idéale
- 2004 : Phil du futur
- 2005 : Kim Possible, le film : Mission Cupidon (Kim Possible Movie: So the Drama)
- 2005 : Phénomène Raven
- 2005 : Un cœur pour David (Searching for David's Heart)
- 2006 : Dr House (Jeremy)
- 2007 : Cold Case : Affaires classées
- 2008 - 2009 : Rita Rocks : Kip